# Quintino Cunha
José Quintino da Cunha (Itapajé, Ceará, 24 de juny de 1875 - 1943) fou un advocat, escriptor i poeta de Brasil.
Es llicencià en la Facultat de Dret de Ceará el 1909, on començà a exercir d'advocat criminalista. Fou diputat de l'estat entre 1913 i 1914. Fou bastant conegut pel seu estil irreverent i carismàtic, així com per les anècdotes que explicava.
Existeix un barri de Fortaleza que té el seu nom en el seu honor.